# Estádio Libertadores de América

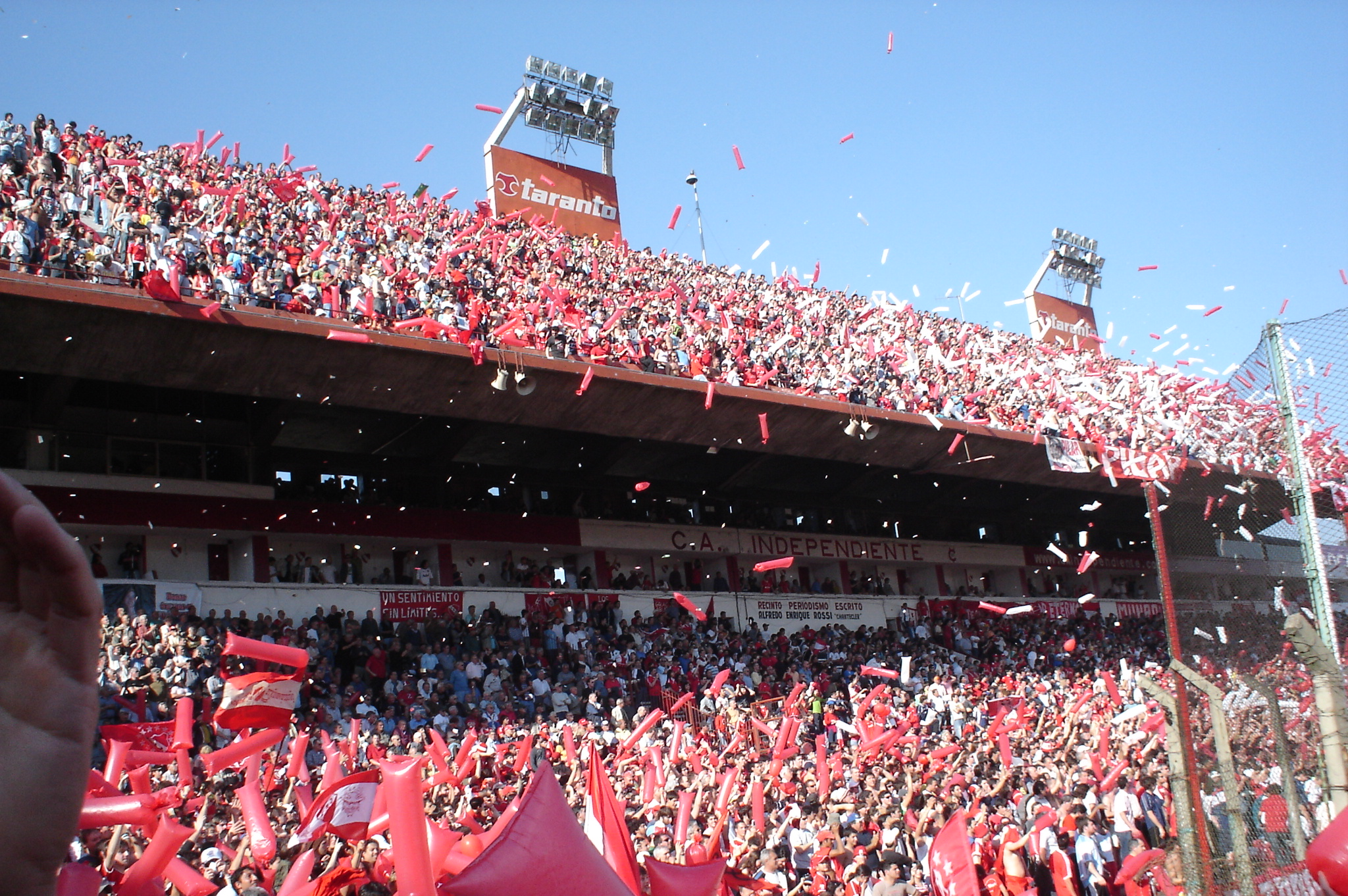
O estádio em 2006

O Estádio Libertadores de América (até 2017 conhecido como Doble Visera) é um estádio localizado em Avellaneda (Grande Buenos Aires), Buenos Aires, Argentina. É a casa do time de futebol Club Atlético Independiente.
Inicialmente inaugurado em 1928, sendo um dos primeiros da América do Sul a ser construído em cimento, o estádio passou por transformações ao longo do tempo e por uma grande reforma a partir de 2007, chegando a ser demolido, para, depois, ser inaugurado como um local moderno em 2009.
Foi batizado Libertadores de América, em homenagem às conquistas do Independiente na competição mais importante do continente, onde o clube é o maior vencedor. Em outubro de 2009, o estádio foi reinaugurado após reformas. A capacidade atual do local é de 42.069 espectadores.

## Informações gerais
| Nome oficial  | Libertadores de América — Ricardo Enrique Bochini |
| Nome anterior | La Doble Visera                                   |
| Endereço      | Rua Bochini 751 – Avellaneda                      |
| Localidade    | Avellaneda                                        |
| Partido       | Avellaneda                                        |
| Província     | Buenos Aires                                      |
| Inauguração   | 4 de março de 1928                                |
| Capacidade    | 42 069                                            |
| Proprietário  | Club Atlético Independiente                       |

## História

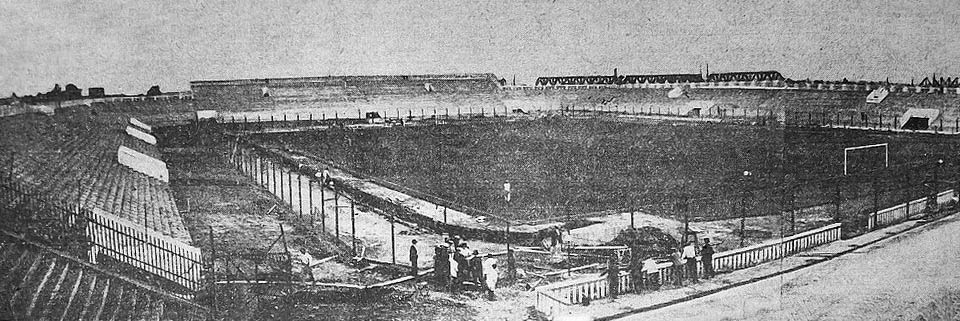
Vista do estádio em 1930

Inaugurado em 4 de Março de 1928, foi o  segundo estádio da América do Sul a ser construído em cimento, depois do Estádio de Laranjeiras, de 1919.
O estádio começou a ser construído em 1926 numa região pantanosa, levando a crer não ser possível a construção com cimento. Em 4 de março de 1928, dois anos depois do início das obras, o estádio foi inaugurado num jogo do Independiente contra o Peñarol, do Uruguai. O match terminou empatador por 2–2. O primeiro gol do novo estádio foi marcado por Raimundo Orsi, do Independiente, aos 16 minutos do primeiro tempo. A primeira partida oficial foi disputada em 29 de abril de 1928 pela segunda rodada da Primera División do Campeonato Argentino de 1928 contra o Sportivo Buenos Aires terminando com empate por 0–0. O primeiro triunfo do Independiente aconteceu em 10 de junho de 1928, quando os Rojos (apelido carinhoso do clube) derrotaram o Almagro por 5–1, com Alfredo Paolinetti marcando o primeiro gol oficial aos 7 minutos. Em 10 de dezembro de 1938, foi inaugurado o sistema de iluminação artificial.
Em 1960 houve uma remodelação, com a construção de um novo lance de Arquibancadas e Tribunas. Em 20 de Agosto de 1961 foi feita a reinauguração contra o arquirrival Racing Club, com vitória dos los rojos por 4–0. Na ocasião, o estádio começou a ser popularmente conhecido como "La Doble Visera de Cemento" ("A viseira dupla de cimento").

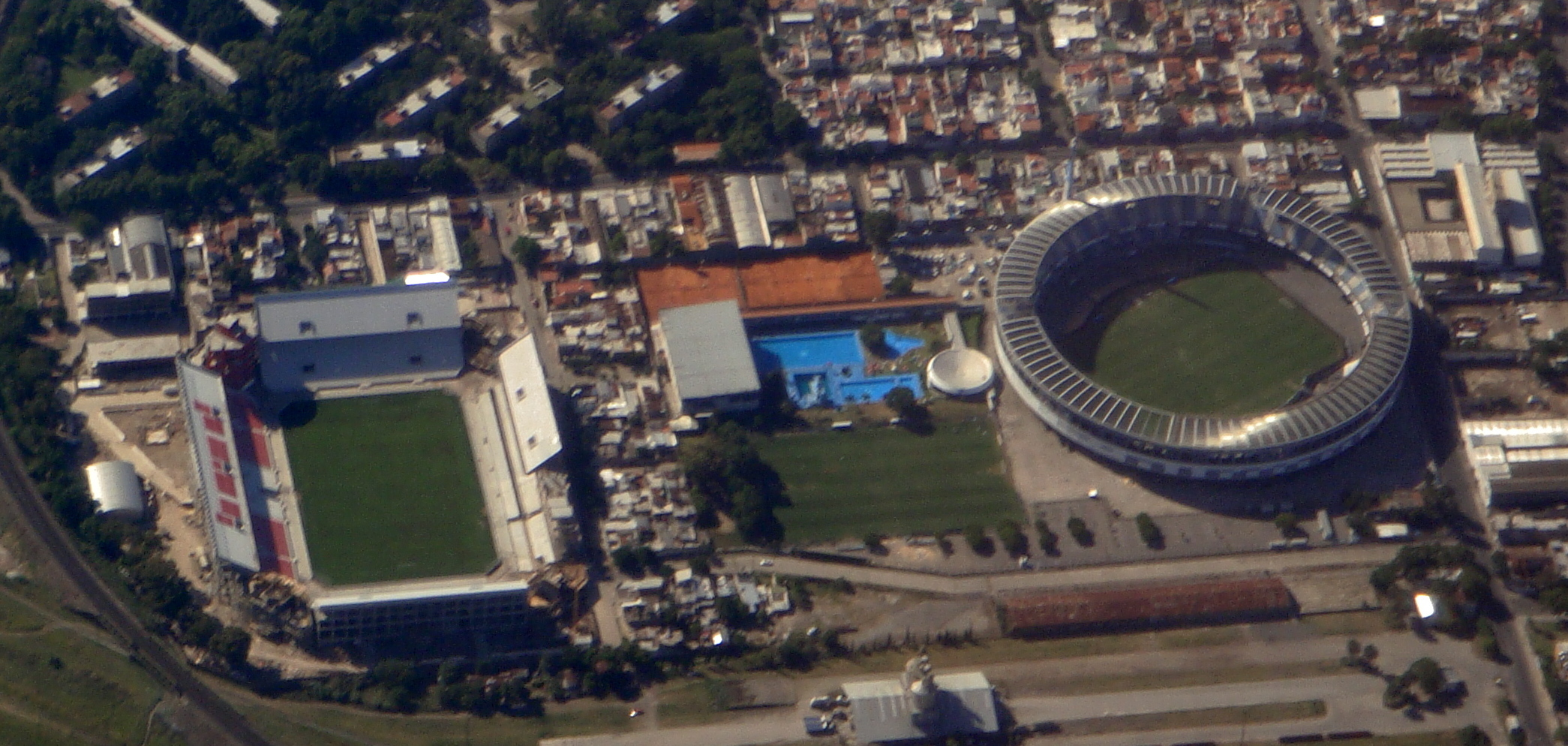

Entre 2007 e 2009, o estádio passou por uma profunda reforma, que incluiu a demolição de quatro lances de arquibancadas. Com as vendas do atacante Sergio Agüero por 23 milhões de euros e do goleiro Oscar Ustari por 8 milhões de euros, o Independiente conseguiu o aporte financeiro necessário para renovar o campo de jogo.
A despedida do antigo estádio aconteceu contra o Gimnasia de Jujuy, no dia 8 de dezembro de 2006. O Independiente ganhou por 2–1 e o atacante Federico Gonzáles marcou o gol de despedida.
Em 28 de outubro de 2009, com quarenta por cento do estádio por finalizar, o Novo Estádio Libertadores da América foi reinaugurado com a atual estrutura moderna: vitória por 3–2 sobre o Colón de Santa Fé.

## O novo Libertadores de América
- Estádio de futebol para 48 mil pessoas sentadas.
- Dois mega placares digitalizados, com estilo europeu.
- Restaurante com vista panorâmica para o campo.
- Museu histórico do clube
- Concentração profissional
- Alojamentos para categorias de base
- Salão de eventos
- Oficinas administrativas
- Shopping

Depois de prontas as mudanças, foi o primeiro estádio argentino a ficar completamente regularizado de acordo com as normas da FIFA. Também é o terceiro maior estádio argentino, perdendo em capacidade apenas para o Monumental de Núñez e para o Estádio Mario Alberto Kempes.